# Cliff Chiang
Cliff Chiang é um ilustrador de histórias em quadrinhos norte-americano, conhecido por seu trabalho para a DC Comics, como na revista Wonder Woman, e também pela série Paper Girls, pela qual ganhou um Prêmio Eisner.

## Biografia
Chiang possui uma graduação dupla em Literatura Inglesa e Artes Visuais pela Universidade de Harvard e iniciou sua carreira como editor assistente da DC Comics, na linha editorial Vertigo.
Na DC Comics, como desenhista, participaria das séries Human Target, Beware the Creeper, Crisis Aftermath: The Spectre e Tales of the Unexpected. Nesta última foi responsável pela história "Arquitetura e Mortalidade", escrita por Brian Azzarello e centrada no personagem Doutor Treze.
Entre 2007 e 2008, Chiang ilustrou a série Green Arrow/Black Canary, escrita por Judd Winick. No relançamento da revista da Mulher-Maravilha na fase Os Novos 52, colaborou com Brian Azzarello, sendo responsável pela arte interna e capas das edições 1 à 35 da série.
Em 2015, começou a colaborar com o escritor Brian K. Vaughan em Paper Girls, o que lhe rendeu, em 2016, um Eisner Award na categoria melhor desenhista.